# KALI Beiwagen & Anhängerfabrik
Das Unternehmen KALI Beiwagen & Anhängerfabrik in Oberursel (Taunus) war ein deutscher Hersteller von Motorrad-Seitenwagen und Autoanhängern. Das Unternehmen wurde 1923 gegründet und produzierte in seiner Gründerzeit und ab den späten 1940er Jahren bis etwa 1969 überwiegend Seitenwagen (insgesamt rund 16.000 Stück), danach noch über zwei Jahrzehnte PKW-Anhänger. Die Beiwagenproduktion unter dem Namen KALI wird seit den 1980er Jahren von Jürgen Roth in Schaafheim fortgeführt.

## Geschichte
Die KALI Beiwagen- und Anhängerfabrik in Oberursel wurde 1923 von Hugo Kalinowski gegründet, von dem der Name KALI herrührt. Im Einzelbau wurden zunächst Beiwagen für Motorräder hergestellt. Der Unternehmer schloss sich 1924 mit H. Kruck, Frankfurt/Main, zusammen, worauf man erste Seitenwägen in Serie produzierte. Die beiden Unternehmer verkauften 1927 ihren Betrieb an Ludwig Heuler, der seinen Betrieb 1930 nach Oberursel verlegte. Durch die damaligen ungünstigen wirtschaftlichen Verhältnisse kam die Firma 1932 in Liquidation und wurde 1933 wieder eröffnet. 
1934 trat Wilhelm Helbach als technischer Leiter ein. Die Firma spezialisierte sich auf die Herstellung von Auto- und Wohnanhängern. Mit dem allgemeinen wirtschaftlichen Aufschwung in Deutschland steigerte sich auch die Nachfrage nach solchen Fahrzeugen und veranlasste den Firmeninhaber ab 1937, ausschließlich Auto-Anhänger herzustellen. Auch während des Zweiten Weltkrieges wurde die Produktion weiter erhöht, die Firma konnte die damals sehr gefragten PKW-Anhänger für private Zwecke herstellen.
Nach Beendigung des Krieges wurde der Betrieb, der zuvor in angemieteten Räumen untergebracht war, in eigene Produktionsstätten verlegt. Es wurden neue Werksräume gebaut und zunächst der Betrieb mit wenigen Arbeitern wieder aufgenommen. Durch rationelle Arbeitsmethoden und durch den Einsatz von besseren Spezialmaschinen konnte man den Umsatz steigern. Da sich die Nachfrage nach Seitenwagen außerordentlich vergrößerte, verlegte man den Schwerpunkt der Fertigung wieder auf diesen Fabrikationszweig.
Im Jahre 1948 kehrte Ludwig Helbach, der Sohn des Inhabers, aus der Kriegsgefangenschaft zurück, absolvierte die Ingenieurschule und trat als leitender Ingenieur in den Betrieb ein.
1949 wurde der erste in Serie gebaute Rollerseitenwagen vorgestellt, angebaut an einem Roller von SCHWEPPE (später PIROL Fahrzeugbau GmbH). Zu Spitzenzeiten zwischen 1954 und 1955 wurden pro Woche 14 Seitenwägen gebaut. 
Etwa 1969 wurde die Fertigung der Beiwagen komplett eingestellt. Das Unternehmen war damals der älteste Beiwagen-Hersteller in Deutschland, der seit 1923 insgesamt ca. 16000 Beiwagen gefertigt hatte. Die Fertigung der Anhänger wurde noch bis nach 1990 fortgeführt. Danach wurden die alten Gebäude aus der Nachkriegszeit in Oberursel abgerissen und das Firmengelände als Bauland für Wohnhäuser verkauft. Das neue Firmengebäude und das Zweigwerk in Reiskirchen im Vogelsberg wurde ebenfalls verkauft.
1983 übernahm Jürgen Roth aus Großostheim die Reste der Beiwagen-Fertigung und das Recht, den Namen KALI zu verwenden. 1985 nahm er die Fertigung von Ersatzteilen und 1987 von Beiwagen wieder auf. 1998 zog er in eigene Räume nach Schaafheim um, wo noch heute Beiwagen auf Bestellung gefertigt werden.